# Sara McManus
Sara McManus (ur. 13 grudnia 1991) – szwedzka curlerka, mistrzyni olimpijska z Pjongczangu 2018 w drużynie Anny Hasselborg. 
Curling uprawia od 1999. Podczas Mistrzostw Świata Juniorów w Curlingu 2009 i 2010 wspierała jako piąta zawodniczka zespół Anny Hasselborg. Szwedki podczas pierwszego z tych turniejów uplasowały się na 6. miejscu. Rok później stanęły na najwyższym stopniu podium w finale pokonując 8:3 Kanadyjki (Rachel Homan). 
Hasselborg i Agnes Knochenhauer w 2011 przekroczyły wiek juniorski, kapitanem zespołu została Joanna McManus, Sara zaś grała na trzeciej pozycji. Ekipa z Gävle awansowała do fazy finałowej, zajęła 4. miejsce przegrywając 6:9 i 3:9 mecze przeciwko Kanadzie (Trish Paulsen) i Rosji (Anna Sidorowa). Na Mistrzostwach Świata Juniorów 2012 funkcję skipa objęła Sara McManus, Szwedki jak rok wcześniej uplasowały się tuż za podium przegrywając z Rosjankami 4:7. Jej drużyna będzie reprezentować Szwecję na MŚJ 2013.
Również seniorskie drużyny McManus należą do krajowej czołówki. W rozgrywkach Elitserien 2009/2010 zespół z Granit-Gävle Curlingklubb zajął 5. miejsce. Rok później uplasował się na 4. pozycji, przegrywając dolny mecz Page play-off z zespołem Anette Norberg. W rozgrywkach 2011/2012 ekipa doszła do finału. Także ze srebrnymi medalami zawodniczki wróciły z Mistrzostw Szwecji 2011, rok później zdobyły brązowe krążki.
Sara McManus była rezerwową podczas Mistrzostw Europy 2014. Nie wystąpiła w żadnym ze spotkań, Szwedki z bilansem 5 wygranych i 4 przegranych meczów zajęły 5. miejsce. W lutym 2015 Sara dowodziła szwedzką reprezentacją na Zimowej Uniwersjadzie. Szwedki w fazie grupowej zajęły 2. miejsce. W półfinale uległy 4:10 Rosjankom (Anna Sidorowa) i w małym finale 7:8 Szwajcarkom (Michèle Jäggi).
Jest córką byłego piłkarza Stuarta McManusa.

## Drużyna

### Seniorska
|           | Czwarta         | Trzecia       | Druga              | Otwierająca       |
| --------- | --------------- | ------------- | ------------------ | ----------------- |
| 2014/2015 | Sara McManus    | Jonna McManus | Anna Huhta         | Sofia Mabergs     |
| 2010/2014 | Jonna McManus   | Sara McManus  | Anna Huhta         | Sofia Mabergs     |
| 2009/2010 | Anna Hasselborg | Jonna McManus | Agnes Knochenhauer | Sara McManus      |
| 2008/2009 | Jonna McManus   | Sara McManus  | Anna Huhta         | Izabell Andersson |

### Juniorska
|           | Czwarta         | Trzecia       | Druga              | Otwierająca   |
| --------- | --------------- | ------------- | ------------------ | ------------- |
| 2012/2013 | Sara McManus    | Sofia Mabergs | Rosalie Egli       | Malin Ekholm  |
| 2011/2012 | Sara McManus    | Anna Huhta    | Marina Stener      | Sofia Mabergs |
| 2010/2011 | Jonna McManus   | Sara McManus  | Anna Huhta         | Sofia Mabergs |
| 2009/2010 | Anna Hasselborg | Jonna McManus | Agnes Knochenhauer | Anna Huhta    |
| 2008/2009 | Jonna McManus   | Sara McManus  | Anna Huhta         | Moa Söderberg |